# Скрылово
Скрылово — деревня в Родниковском районе Ивановской области. Входит в состав Филисовского сельского поселения.

## География
Находится в центральной части Ивановской области у северо-западной границы районного центра города Родники.

## История
В 1872 году здесь (тогда деревня Нерехтского уезда Костромской губернии) было учтено 50 дворов, в 1907 году — 100.

## Население
Постоянное население составляло 328 человек (1872 год), 373 (1897), 419 (1907), 141 в 2002 году (русские 99 %), 166 в 2010.